# Liz Barnes
Elizabeth Ann Barnes, po mężu Laban (ur. 3 sierpnia 1951 w Woolwich) – brytyjska lekkoatletka, biegaczka średniodystansowa, medalistka halowych mistrzostw Europy w 1980.
Odpadła w eliminacjach biegu na 800 metrów oraz zajęła wraz z koleżankami 7. miejsce w finale sztafety 4 × 400 metrów na igrzyskach olimpijskich w 1976 w Montrealu. Startując w reprezentacji Anglii zajęła 4. miejsce w biegu na 800 metrów na igrzyskach Wspólnoty Narodów w 1978 w Edmonton. Na mistrzostwach Europy w 1978 w Pradze odpadła w półfinale tej konkurencji.
Zdobyła brązowy medal w biegu na 800 metrów na halowych mistrzostwach Europy w 1980 w Sindelfingen, przegrywając jedynie z Jolantą Januchtą z Polski i Anne-Marie Van Nuffel z Belgii.
Barnes zdobyła brązowe medale na mistrzostwach Wielkiej Brytanii (WAAA) w biegu na 400 metrów w 1975 i w biegu na 800 metrów w 1979. Była również mistrzynią Wielkiej Brytanii (WAAA) w hali w biegu na 400 metrów w 1980.
Rekordy życiowe Barnes:
- bieg na 800 metrów – 2:01,35 (9 lipca 1976, Zurych)
- bieg na 1000 metrów – 2:39,8 (16 maja 1976, Londyn)